# Els Israelians
Els Israelians (hebreu: הישראלים‎; transcrit HaYisraelim) és un partit polític d'Israel. Fou fundat el 29 de desembre de 2020 per Ron Huldai, batlle de Tel-Aviv en aquell moment i fins llavors membre del Partit Laborista Israelià. Ideològicament el partit se situa en el centre-esquerra.

## Història
El 29 de desembre de 2020, Ron Huldai, batlle de la ciutat de Tel-Aviv, va anunciar la creació del partit. Se li uní el ministre de justícia Avi Nissenkorn i el parlamentari Einav Kabla, que abandonaren el partit Blau i Blanc. La creació del partit té lloc després de la convocatòria de les eleccions legislatives d'Israel de 2021 i en el moment en què el fins llavors partit de Huldai, el Partit Laborista Israelià, es trobava a un pas de la desaparició segons les enquestes, després que contradient les seves promeses, s'uní al govern de Binyamín Netanyahu després de les eleccions legislatives d'Israel de 2020. Malgrat que les primeres enquestes li donaven fins a vuit diputats, es van anar desinflant, sobretot després de la revifalla del Partit Laborista amb l'elecció com a líder de Merav Michaeli, fins que les enquestes deien que no sobrepassarien el llindar electoral i finalment, després de converses infructuoses per a presentar-se conjuntament amb el Partit Laborista, el 4 de febrer van decidir no presentar-se.

## Líders
|  | Líder | Líder      | Inici | Final        |
|  | ----- | ---------- | ----- | ------------ |
|  |       | Ron Huldai | 2020  | En el càrrec |